# Azár
Az Azár héber eredetű (אֲזַרְיָה Azarjá), a görögben Azariás-sá változott férfinév rövidülése, jelentése: Jahve segített, Jahve segítsége.

## Gyakorisága
Az 1990-es években szórványosan fordult elő, a 2000-es években nem szerepel a 100 leggyakoribb férfinév között.

## Névnapok
- március 20.[2]
- december 16.[2]